# Ciudad Central
Ciudad Central (Central City) es una ciudad ficticia que aparece en los cómics publicadas por DC Comics y que es el hogar del Flash de la Edad de Plata, Barry Allen. Su primera aparición fue en Showcase N.º 4 (septiembre-octubre de 1956).

## Su ubicación a través de los años
La ubicación de Ciudad Central se ha definido vagamente a lo largo de los años, similar a otras ciudades ficticias de DC como Gotham City y Metropolis. En la década de 1970, se declaró que Ciudad Central estaba ubicada en Ohio, donde estaría la ciudad del mundo real de Athens, Ohio, (como se muestra en Flash # 228 en 1974). La columna Ask the Answer Man de Bob Rozakis también declaró que Central City estaba ubicada en Ohio en Flash (volumen 2) # 2 de 1987, publicado justo después de la historia que alteró la realidad de Crisis on Infinite Earths.
Más recientemente, Central City se ha ubicado con mayor frecuencia en el estado de Misuri. Los mapas de Justicia Joven colocan a Central City en Misuri frente a Keystone City, Kansas. Además, la serie de televisión de 2014 The Flash también ubica a Central City en Misuri (aunque las escenas iniciales muestran Portland, Oregón), más explícitamente en una carta enviada a S.T.A.R. Labs en el episodio "El hombre del traje amarillo". Portland, Oregón también es el paisaje urbano del episodio "Flash vs The Arrow" en la temporada 1 de la serie. En la temporada 4, episodio 13: True Colors menciona que Central City se encuentra en el Medio Oeste. En la temporada 6, episodio 6, la ubicación de Central City se muestra a través del sistema de orientación del Anillo de Fuego. La ubicación apunta al área metropolitana de Richmond, Virginia.
En el episodio "Bloodlines" de la caricatura de Young Justice, (un facsímil de) el St. Louis Gateway Arch se puede ver en el fondo de las escenas que representan a Central City.

## Estadísticas
La población de Central City se ha descrito como dinámica a lo largo de los años. En Flash v2, N.º 2 (1987) se citó como 290.000. En 1990, el Atlas del Universo DC lo enumeró como 750.000. A partir de Flash Secret Files and Origins 2010, la población asciende a 1.395.600. En Flash v.4 # 1, se cita al capitán de policía de Central City, Darryl Frye, que describe que la población se había "triplicado" durante los años de ausencia de Barry Allen.

## Habitantes destacados
Desde 1956 hasta aproximadamente 1985 (en los años de publicación), Central City fue defendida por Flash (el científico policial Barry Allen) contra una miríada de enemigos, incluidos Gorilla Grodd, Capitán Frío, Mago del Clima, Amo de los Espejos y Eobard Thawne (el "Flash inverso").
Después de la muerte de Barry en Crisis on Infinite Earth, la mayoría de sus enemigos, así como el sucesor de Barry (y excompañero ) Wally West se mudaron a Keystone City, que gracias a los efectos que alteran la realidad de Crisis on Infinite Earth, ahora era el ciudad gemela de Central City (antes de la Crisis en la Tierra Infinita, Keystone City estaba ubicada en la Tierra paralela conocida como Tierra-Dos, aproximadamente en el mismo espacio que Central City). Posteriormente, Central City fue tratada como un lugar relativamente tranquilo que no se representaba con frecuencia en las historias de los cómics de DC, pero esta situación ha cambiado como resultado del reciente regreso de Barry Allen como Flash.
No mucho después de la muerte de Allen, en Crisis on Infinite Earths N.º 4 (agosto de 1987), se describió a Central City experimentando una ola de violencia racial, causada o al menos exacerbada por el político y supremacista blanco W. James Heller; en su identidad disfrazado del supuesto superhéroe William Hell, Heller capturó solo a criminales no blancos (creando la falsa impresión de que los no blancos eran los principales responsables de la actividad criminal de Central City) y reclutó criminales blancos para su organización "Imperio Ario". Cuando Heller intentó incitar más violencia en una manifestación política, el miembro de Escuadrón Suicida Deadshot se hizo pasar por William Hell para oponerse a la retórica racista de Heller, volviendo la propia farsa de Heller en su contra, ya que el "héroe" disfrazado demostró ser más popular entre el público que cualquier político. Heller rápidamente se puso su disfraz para, como William Hell, denunciar a Deadshot / Hell como un impostor, y en el conflicto que siguió, William Hell (Heller) resultó herido y sus heridas se atribuyeron a los seguidores de Heller, desactivando parcialmente la lucha racial de Central City.
El superhéroe robótico y exmiembro de los Jóvenes Titanes, Cyborg, se ha mudado a Central City; parte de esto es la esperanza de establecerse como el héroe residente de la ciudad.

## Geografía, instituciones y lugares importantes
Durante los años en que Cary Bates escribió el segundo volumen del Flash, Ciudad Central estaba dividida aparentemente en las partes alta y baja de las zonas este y oeste, y además contaba con un "centro" de la ciudad.
Ciudad Central es el hogar del Museo de Flash, un museo dedicado a las hazañas y objetos relacionados con el héroe de la ciudad.
El periódico principal de Ciudad Central es el Picture News, en el que Iris West trabajó como periodista.
Ciudad Central es el hogar de los "Central City Cougars", un equipo de fútbol americano que es miembro de la División Central de la AFC de la NFL.
Como se ve en Flash Vol. 2 # 177, ha desarrollado un próspero distrito de teatros, solo superado por la ciudad de Nueva York.
Más tarde, gran parte del centro fue demolido por los villanos, actuando bajo las órdenes del Sindicato del Crimen de otra dimensión. Debido a una falta de comunicación y a la propia decencia de los villanos, solo la propiedad resultó dañada, evitaron quitarse vidas.

## En otros medios

### Televisión
- Central City fue el escenario de la serie de televisión de 1990, The Flash.
- Central City se menciona en los episodios "My Girl" y "Speed Demons" de Superman: la serie animada.
- Central City aparece en el episodio de la Liga de la Justicia, "The Brave and the Bold".
- Central City aparece en el episodio de Liga de la Justicia Ilimitada, "Flash and Substance".
- Se hace referencia a Central City en el episodio "Salvation" de Arrow. La madre de Laurel Lance, Dinah, menciona haber atrapado los ojos rojos en Central City; "Debería estar en casa en un instante." En el episodio de la temporada 2 "The Scientist", Barry Allen de CSI ayuda a la policía de Starling City con un allanamiento y robo en un almacén de Queen Consolidated por Cyrus Gold. En "Three Ghosts", Barry regresa a Central City pero queda atrapado en una explosión de S.T.A.R. Labs. En "Blast Radius", Felicity se estaba quedando en la ciudad para ver a Barry después de la explosión.
- Central City es el escenario de la serie derivada de Arrow 2014, The Flash. Según una carta enviada a S.T.A.R. Labs en el episodio "El hombre del traje amarillo", coloca a Central City en Misuri. Central City, como Star City, está representada por Vancouver, Columbia Británica. También está representada por Portland, Oregón.
- Central City se menciona en la primera temporada de Gotham.
- En el episodio de Supergirl, "Worlds Finest" (un episodio cruzado con The Flash), Barry comprueba que hay una Ciudad Central en el universo de Supergirl; Harrison Wells, Cisco Ramon y Caitlin Snow aparentemente no existen, y S.T.A.R. Labs no se fundó como resultado de la ausencia de Wells.
- Central City fue un escenario en el programa de televisión Cartoon Network Young Justice.

### Película
- Central City apareció en la película Liga de la Justicia de 2017. Se encuentra en Ohio.

### Videojuegos
- Central City aparece en DC Universe Online. Se puede acceder a él si el jugador tiene el contenido descargable de Lightning Strikes.
- En Batman: Arkham Origins, en Burnley hay una valla publicitaria con los nombres de ciudades, incluida Central City.
- En Batman: Arkham Knight se hace referencia a Central City como el lugar de residencia de Simon Stagg. Los soldados de la milicia mencionan que está protegido por un superhéroe, refiriéndose a Flash.

### Parques temáticos
- Central City aparece en Justice League: Alien Invasion 3D, una atracción oscura creada por Sally Corporation para Warner Bros. Movie World. Fue diseñado por Rich Hill, diseñador senior de Sally Corp.